# Organisasi Papua Merdeka

Die verbotene Morgensternflagge Westpapuas

Die Organisasi Papua Merdeka (OPM; deutsch Organisation für ein freies Papua) entstand 1964 nach der Übernahme Westpapuas durch Indonesien mit dem Ziel der Selbstbestimmung und Unabhängigkeit von Indonesien.
Die Bewegung hat keine zentrale Führung, es gibt einen militärischen und einen politischen Arm. Während es sich offiziell nur um Unruhestifter handelte, wurde Westpapua zum militärischen Operationsgebiet. Der bloße Verdacht, der OPM nahezustehen, reichte für die sofortige Tötung. Tausende Papua flüchteten bis heute vor den Racheaktionen der indonesischen Militärs. Mindestens 100.000 Menschen kamen dabei ums Leben. Der kriegerische Papuakonflikt vollzieht sich nach wie vor verborgen vor den Augen der internationalen Öffentlichkeit. Im Gegensatz zur OPM konnte das Militär seinen Einfluss ausbauen und ist heute an praktisch allen wirtschaftlichen Unternehmungen Westpapuas beteiligt.

## Geschichte
Nach dem Zweiten Weltkrieg blieb trotz der Proklamation der Unabhängigkeit Indonesiens Westpapua weiter unter niederländischer Verwaltung. Die Niederlande planten selbst, im Rahmen der Dekolonisation Westpapua auf die Unabhängigkeit vorzubereiten, anstatt es an Indonesien zu übergeben, das seine eigene Legitimität auf der Idee der nationalen Einheit „von Sabang bis Merauke“ aufbaute, einem Vielvölkerstaat in den Grenzen der Niederländisch-Ostindischen Kolonie von Aceh bis Westpapua.
Nachdem der erste Papua-Kongress 1951 deutliche nationale Bestrebungen der Papua äußerte und am 1. Dezember die Morgensternflagge offiziell gehisst worden war, gingen die Indonesischen Nationalisten in die Offensive. Nach Sukarnos Trikora-Rede zur „Befreiung Westirians“ begannen die Kostrad-Truppen, Westpapua anzugreifen. Unter dem Druck der USA willigten die Niederlande im New Yorker Abkommen ein, Westpapua an Indonesien zu übergeben, jedoch mit der Bedingung, in einem Volksentscheid, dem Act of Free Choice, über die Zugehörigkeit zu Indonesien abzustimmen. Das Ergebnis war einstimmig für die Integration in das Inselreich und wurde von der UNO akzeptiert, obschon die starke Beeinflussung der 1025 ausgewählten Wahlleute durch die Regierung in Jakarta bekannt war. Im Unterschied zu Osttimor, das nach seiner Unabhängigkeit von Portugal 1975 ebenfalls von Indonesien eingenommen worden war, gehört Westpapua offiziell zu Indonesien. Der Papua-Konflikt ist damit eine innere Staatsangelegenheit.
Nach der Machtübernahme durch Indonesien verloren viele Papua ihr Leben. Vor allem aber offenbarten die Indonesier durch die permanente Verachtung und Demütigung der Papua als Menschen zweiter Klasse einen Kolonialismus, den die traditionelle Bevölkerung während der niederländischen Herrschaft so nicht kannte. Der Widerstand formierte sich mit der Gründung der OPM durch Ludwig Mandacan und Fery Awom in Manokwari am 24. Juli 1964. Da unter der neuen Ordnung Suhartos jede politische Opposition gegen die indonesische Zentralgewalt verboten war, hatten Unabhängigkeitsbefürworter kaum eine andere Wahl, als zu den Waffen zu greifen. Die Untergrundbewegung bekämpfte die Besatzer mit einzelnen Guerilla-Aktionen und proklamierte am 1. Juli 1971 die Republik Westpapua, die Indonesien nicht anerkannte.
1977 wurde die Erzpipeline der Freeport-Mine gesprengt. Als Vergeltung startete das Militär die Operasi Tumpas (Vernichtungsoperation) im Bergland. Mit amerikanischen Bronco-Kampfflugzeugen und mit Maschinengewehren bewaffneten Hubschraubern wurden die umliegenden Dörfer angegriffen, flächenbombardiert und Napalm eingesetzt.
Bewaffnete Einheiten der OPM attackierten 1984 die Hauptstadt Jayapura. Der Angriff wurde von indonesischen Spezialeinheiten zurückgeschlagen und für Menschenrechtsverletzungen missbraucht. Seither versucht die OPM über Organisationen wie die Vereinten Nationen oder die Bewegung der blockfreien Staaten mehr Aufmerksamkeit für den bewaffneten Konflikt zu erlangen.
Nach der Entführung von 24 Ausländern 1996 verbunden mit der Forderung nach Schließung der Freeport-Mine und dem Gewähren der Souveränität Westpapuas konnte die Existenz der OPM offiziell nicht länger verneint werden.
Während des kurzen Papuanischen Frühlings 1999 bis 2001 erreichte die politische Unabhängigkeitsbewegung mehr als die OPM in den vorangegangenen 30 Jahren mit militärischer Gewalt und Konflikten, die nur wenig internationale Beachtung fanden.
Die schlecht ausgerüstete OPM ist nicht vergleichbar mit der GAM oder Gerakan Aceh Merdeka (Befreiungsbewegung Acehs). Sie ist dem gut ausgerüsteten, von den USA ausgebildeten und in Osttimor trainierten indonesischen Militär weit unterlegen und dient diesem vor allem als Vorwand, die eigene Präsenz in der für das Militär lukrativen Provinz zu verstärken. Während das Militär weitgehend straffrei agiert, hat Verteidigungsminister Juwono Sudarsono seit 2003 ausländischen Journalisten ein Einreiseverbot für Westpapua erteilt.
Am 1. Dezember 2004, dem Jahrestag der Unabhängigkeit von den Holländern, hisste der OPM-Aktivist Filep Karmawo die von Indonesien verbotene Flagge West-Papuas in der Inselhauptstadt Jayapura und wurde dafür zu 15 Jahren Gefängnis verurteilt.
Der Vorsitzende der Baptistengemeinde Westpapuas, Reverend Socratez Sofyan Yoman, berichtete im Sommer 2006 von einer falschen OPM, geschaffen von indonesischen Sicherheitskräften, um ein falsches Bild von der OPM zu vermitteln. Während die eigentliche OPM den friedlichen Kampf mit Diplomatie und Lobbyarbeit favorisiere, greife die falsche OPM Militärposten und Regierungseinrichtungen an.
Auf Druck Indonesiens hat Australien Ende 2006 die OPM als terroristische Organisation eingestuft, was Australiern und Papua, die sich für eine friedliche Konfliktregelung einsetzen, erschwert, öffentlich zu arbeiten.
Am 29. April 2021 stuft Indonesien die Organisasi Papua Merdeka als terroristische Vereinigung ein.